# Cases del Riu
Cases del Riu (en castellà i oficialment, Casas del Río) és una pedania del municipi valencià de Requena (Plana d'Utiel-Requena). El 2015 tenia 36 habitants.

## Geografia
Situat al sud del terme municipal de Requena, al límit amb el terme de Cofrents (Vall de Cofrents). El nucli s'assenta a la vora del riu Cabriol. A més del nucli urbà principal de Casas del Río, també està el barri de San Casimiro, conegut simplement com el Barrio, que se situa a l'altre costat del riu.
Els voltants del llogaret es troben inclosos dins els límits del Parc Natural de les Gorges del Cabriol.
S'arriba a Casas del Río des de Requena per la carretera nacional N-330, desviant-se per la carretera comarcal CV-442 que creua el llogaret de Casas de la Manchega i després d'un tram de revolts perillosos s'arriba a Casas del Río.

## Història
El naixement de Casas del Río va tenir lloc en el segle xv, pertanyent en els seus primers temps a Cofrents i amb població morisca. La seva fundació definitiva va anar en l'any 1720 per Antonio i Asensio Serrano, una família procedent de Xalans, que els seus descendents van construir assuts sobre el riu i van construir sínies per a poder regar. Casas del Río va pertànyer al terme de Cofrents fins a 1874, any que va passar a formar part del terme de Requena.

## Demografia
| 1950 | 1960 | 1970 | 1975 | 2001 | 2005 | 2009 |
| ---- | ---- | ---- | ---- | ---- | ---- | ---- |
| 638  | 404  | 184  | 166  | 55   | 62   | 57   |

## Monuments

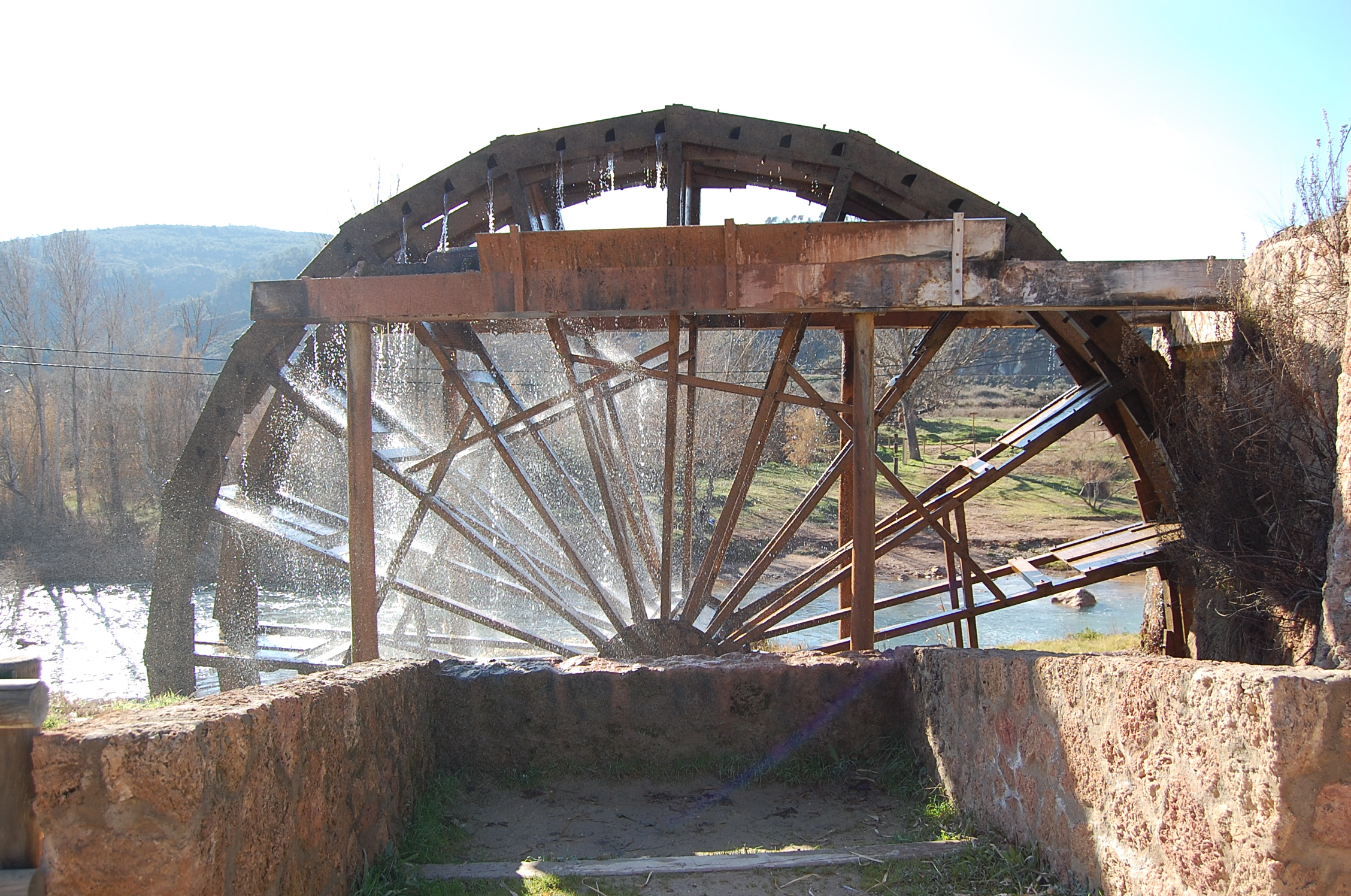
Sénia de Casas del Río

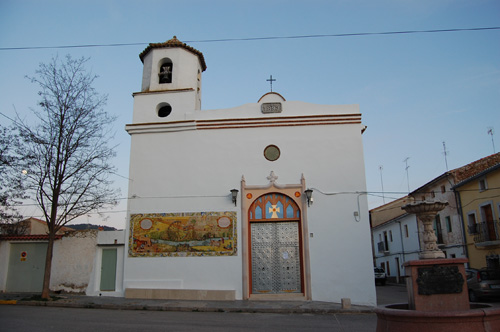
Façana de l'església

- Sínia. Restaurada fa pocs anys, té un diàmetre de 9,20 metres i 20 ràdios a cada costat. Construïda originàriament en el segle xviii, té una capacitat d'extracció de 1.500 litres per minut, depenent del cabal que porti el Cabriol. Es tracta de l'única sínia que es pot veure en funcionament en tot el País Valencià.
- Església de Sant Antoni de Pàdua, de 1893. En la seva façana estan representats en ceràmica els inicis del llogaret, així com la construcció de la sínia.

## Llocs d'interés
- Riu Cabriol. Es tracta d'un element natural que marca tot el paisatge del llogaret. A l'estiu és important l'afluència de visitants que van a les riberes del riu a gaudir de la natura i prendre el bany a les seues esplèndides aigües.
- P.N. de les Gorges del Cabriol. El parc natural esdevé un recurs turístic de primera magnitud i que permet acostar l'important valor natural d'aquest paratge als veïns i visitants.
- Hotel rural. El llogaret compta amb un petit hotel rural de 10 habitacions.

## Festes
Les festes patronals, en honor de la Verge de l'Assumpció, se celebren entre l'1 i el 5 d'agost.

## Imatges

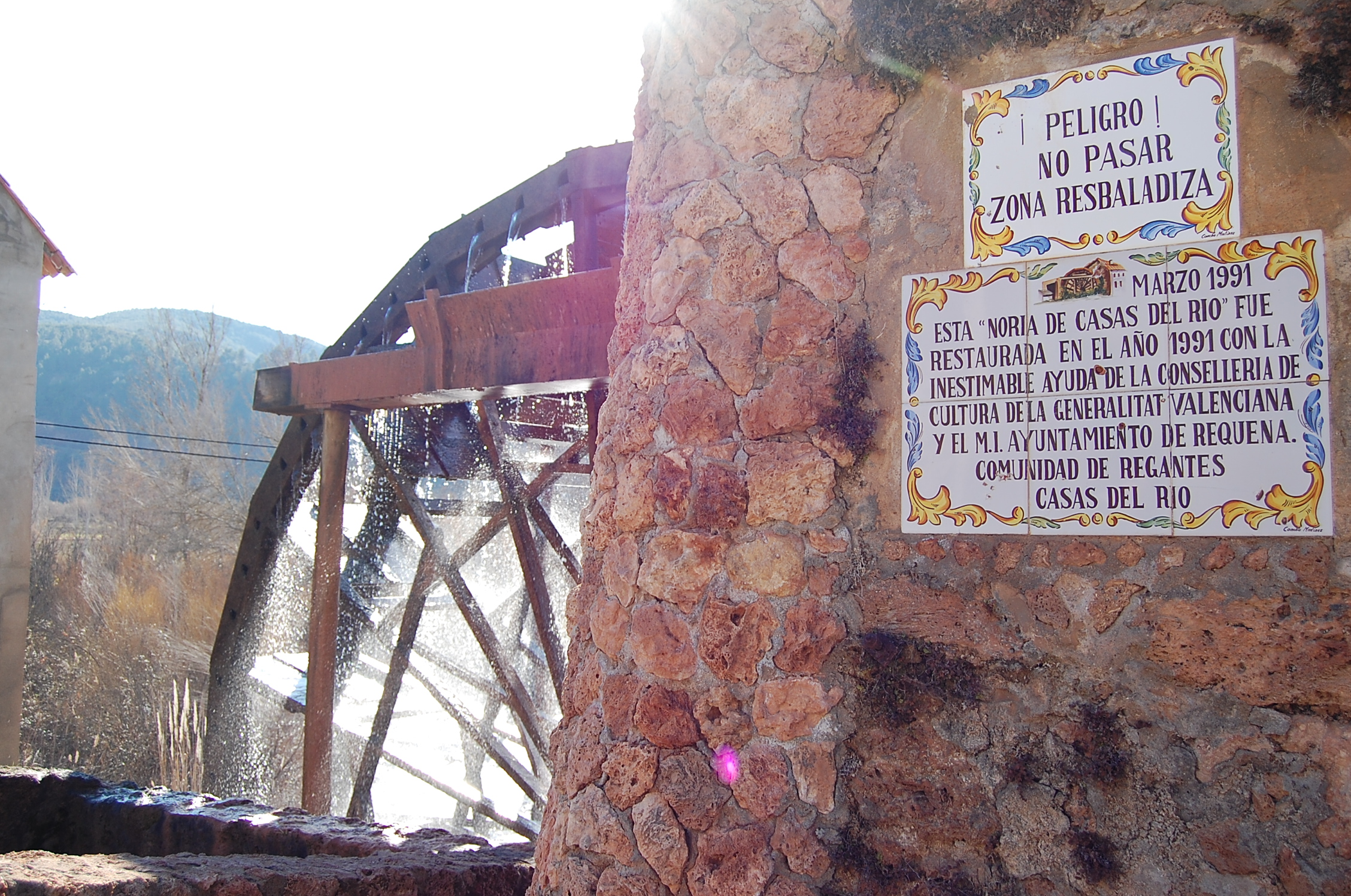
Nòria amb la inscripció en record de la darrera reforma
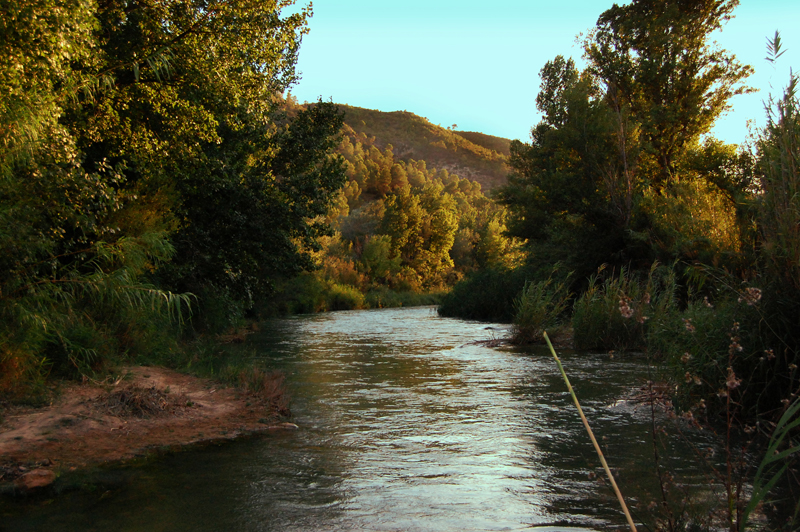
Riu Cabriol als voltants del llogaret